# Acacia tysonii
Acacia tysonii là một loài thực vật có hoa trong họ Đậu. Loài này được Luehm. miêu tả khoa học đầu tiên.